# Alebroides waimingi
Alebroides waimingi är en insektsart som beskrevs av Irena Dworakowska 1997. Alebroides waimingi ingår i släktet Alebroides och familjen dvärgstritar. Inga underarter finns listade i Catalogue of Life.